# Absetzbecken (Bergbau)

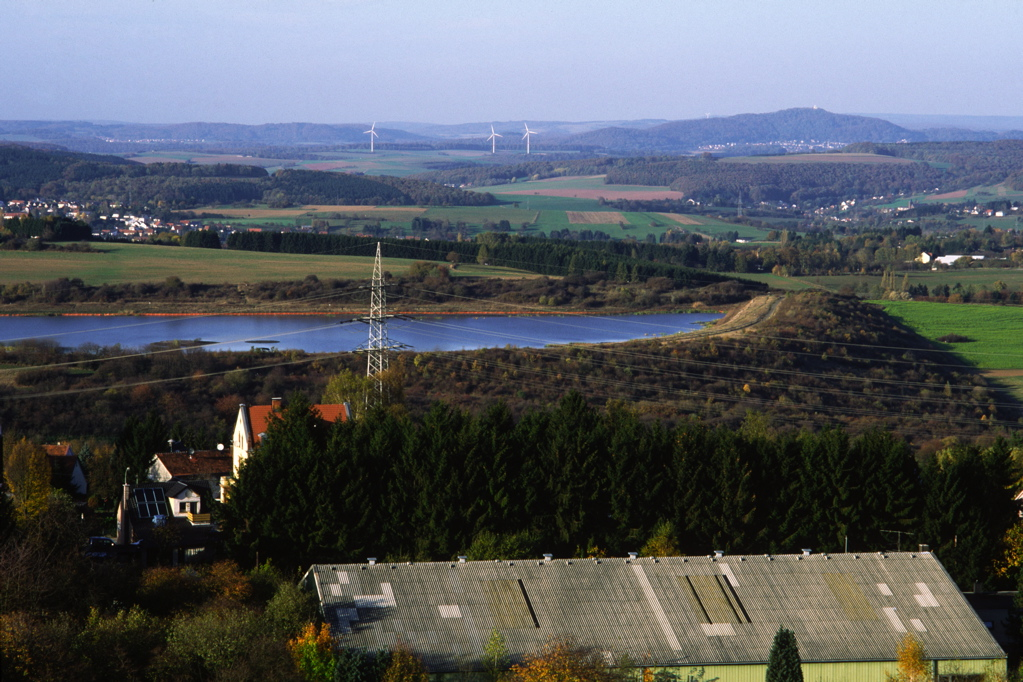
Der Absinkweiher Göttelborn nördlich der Merch, seinerzeit noch in Betrieb

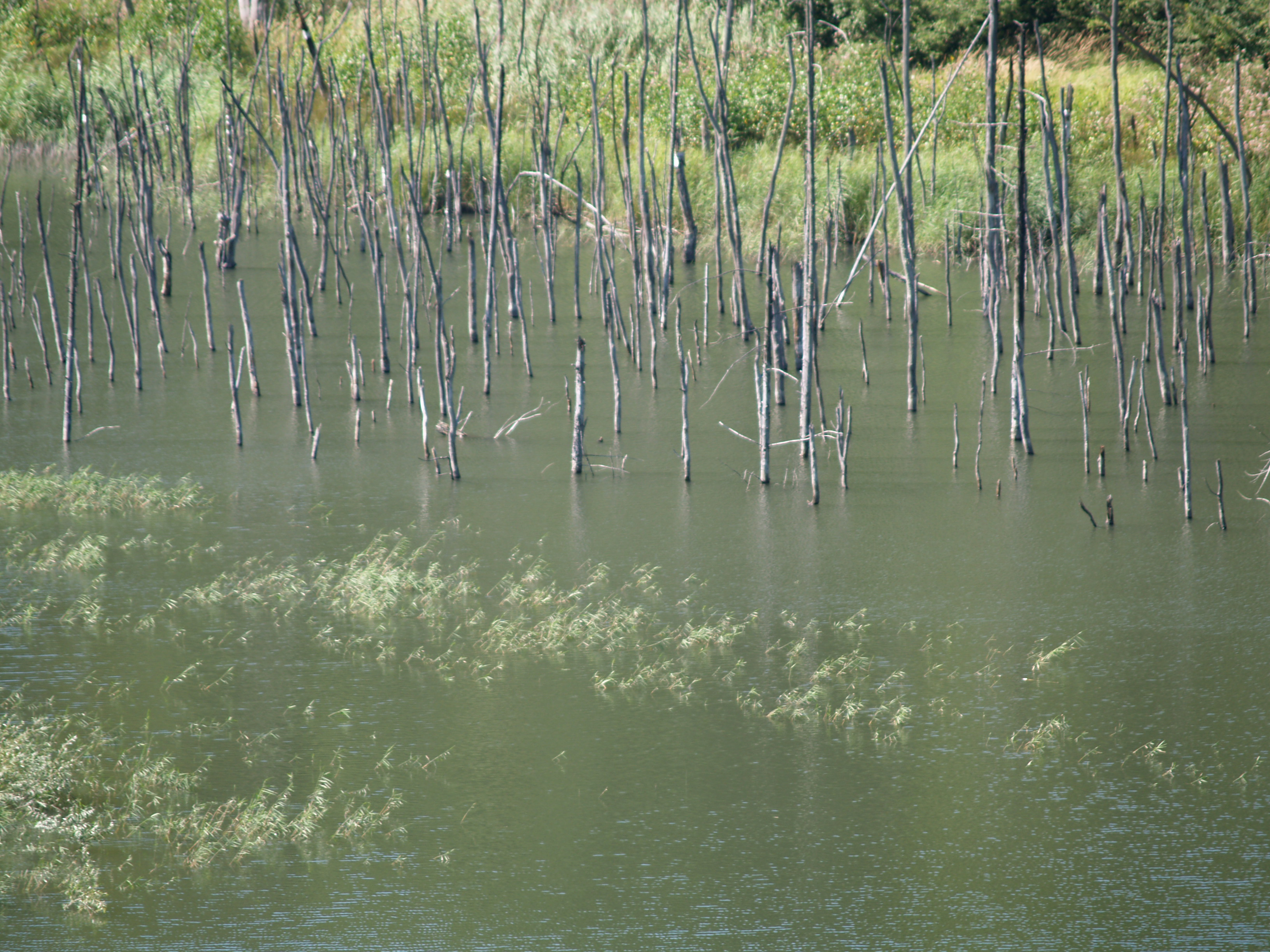
Der ehemalige Absinkweiher Frommersbachtal der Grube Luisenthal

Als Absetzbecken bezeichnet man im Bergbau betonierte Becken oder durch Aufschüttung von Dämmen künstlich angelegte Teiche (Absetzteiche) zur Klärung von Abwässern (Trüben) aus der Aufbereitung mineralischer Rohstoffe.
Alternative, teilweise nur regional oder in der Vergangenheit verwendete Namen sind Klärteich, Schlammteich, Bergeteich und Industrielle Absetzanlage (Abk. IAA), im Saarland Absinkweiher und Schlammweiher. Becken für Erzaufbereitungsrückstände werden auch „Tailingsbecken“ genannt.
Absetzbecken werden in der Regel in unmittelbarer Nähe eines Bergwerkes eingerichtet. Die bei der Aufbereitung anfallenden Trüben werden über Rohrleitungen in die Absetzbecken geleitet. Dort setzen sich die in der Trübe feinverteilten Feststoffe der Schwerkraft folgend am Boden ab. Das geklärte Wasser an der Oberfläche kann über Sammelkanäle abgezogen und wiederverwendet werden. Der Weiher füllt sich so allmählich mit den sedimentierten Massen auf. Diese verbleiben dann entweder an Ort und Stelle oder werden ausgebaggert und an anderer Stelle (z. B. auf einer Halde) verkippt.
Das beschriebene Verfahren stellt die technologisch einfachste und wirtschaftlich günstigste Art der Wasserrückgewinnung aus Wasser-Feststoffgemischen dar. Allerdings nehmen insbesondere Absetzteiche vergleichsweise ausgedehnte Flächen in Anspruch und sind – je nach Zusammensetzung des zurückbleibenden Feststoffs – z. T. nur schwierig rekultivierbar. Die Anlage solcher Teiche ist also nur dort, wo die Qualität der zurückbleibenden Fläche keine oder lediglich eine geringfügige Verschlechterung zum Ausgangszustand darstellt, problemlos. Anderenorts behilft man sich mit Absetzbecken (s. o.) oder entwässert anfallende Trüben maschinell vermittels Filterpressen und verkippt sie ebenfalls.
Weltweit gesehen sind Absetzbecken eine weit verbreitete Technik, die allerdings je nach Planung und Ausführung mit erheblichen Umweltproblemen verbunden sein kann: Handelt es sich bei den abzusetzenden Stoffen um schwermetallhaltige Erzreste, so stellt eine fehlende Abdichtung zum Grundwasser ein erhebliches Problem dar. Auch die Standfestigkeit der Dämme kann durch Aufweichung oder Erdbewegungen geschwächt werden oder technisch mangelhaft sein wie im Beispiel des katastrophalen Dammbruchs von Brumadinho. Auch in Deutschland wurden Absetzbecken angelegt, beispielsweise im Steinkohlenbergbau des Saarlandes, und bis in die 1990er Jahre betrieben. Die dabei zurückgebliebenen Flächen werden dort heute aus den eingangs genannten Gründen bevorzugt für flächenintensive Nutzungen herangezogen, die keine oder nur geringe Ansprüche an die Bodenbeschaffenheit stellen. So entstand auf der Fläche des ehemaligen Absinkweihers bei der Grube Göttelborn eine Photovoltaikanlage. Ein Beispiel für stark schwermetallhaltige Sedimente in Deutschland sind die beim Goslarer Rammelsberg gelegenen Absetzteiche Am Bollrich.